# Liszvai önkormányzati járás

A Liszvai önkormányzati járás a Permi határterületen

A Liszvai önkormányzati járás (oroszul Лысьвенский городской округ) Oroszország egyik járása a Permi határterületen. Székhelye Liszva.

## Népesség
- 2002-ben lakosságának 90,3%-a orosz, 6,8%-a tatár nemzetiségű.
- 2010-ben 78 190 lakosa volt, melyből 68 886 orosz, 5 068 tatár, 309 ukrán, 243 baskír, 176 komi, 174 udmurt, 171 azeri, 142 fehérorosz, 112 német stb.